# Пандора, или Молотобойцы
«Пандо́ра, или Молотобо́йцы» — сатировская драма древнегреческого драматурга V века до н. э. Софокла, текст которой практически полностью утрачен.
Пьеса рассказывает о появлении на Земле первой женщины — Пандоры. Чтобы наказать людей, Зевс отправил Эпиметею чан, запретив его открывать. Эпиметей приказал сатирам разбить чан молотами и увидел женщину, которую тут же взял в жёны. Один из сохранившихся фрагментов пьесы — по-видимому, часть рассказа о создании Пандоры Гефестом.